# Reinhold Mack
Reinhold Mack, bekannt als „Mack“, (* 25. August 1949 in Heidenheim an der Brenz, Baden-Württemberg) ist ein deutscher Musikproduzent. Er war Toningenieur zahlreicher in den Münchner Musicland Studios aufgenommener Alben von Queen und Electric Light Orchestra.

## Werdegang
Macks Eltern hatten ein Musikgeschäft. Reinhold Mack, der nach seinem Wehrdienst bei der Bundeswehr und nach der Lehre als Klavierbauer eine neue Aufgabe suchte, zog Anfang der 1970er Jahre nach München. In der Annahme, einfach in einem Studio anfangen zu können, dort alles Nötige zu lernen und dann eventuell einen sich neu orientierenden Mitarbeiter ersetzen zu können, durchsuchte er das Münchener Telefonbuch nach infrage kommenden Studios und wurde zu einer Vorstellung ins Union Studio im Stadtteil Solln eingeladen. Er bekam den Job als Toningenieur und produzierte zunächst vor allem Fahrstuhlmusik. Dabei entwickelte er eine besonders effektive Arbeitsweise, die sich schnell herumsprach und die Aufmerksamkeit Giorgio Moroders weckte, der ihn abwarb und die Musicland Studios im Arabellahaus im Münchner Stadtteil Bogenhausen, heute Arabellapark, mit ihm gründete. Umgangssprachlich erhielt diese Klangeinrichtung in Bezug auf Reinhold Mack in der Musikszene den Spitznamen Mack-Land Studios.
Macks Zusammenarbeit mit Queen begann im Juni 1979, als die Band Crazy Little Thing Called Love aufnahm. Die Gruppe ließ sich in der Folge auf neue Aufnahmetechniken ein, was zum Beispiel in der Produktion von Another One Bites the Dust, einer der erfolgreichsten Singles von Queen, zum Ausdruck kommt. Eine besondere Bedeutung misst Mack dem Album Hot Space zu, weil dieses produktionstechnisch und stilistisch seiner Zeit voraus gewesen sei. Zu den bekanntesten weiteren gemeinsam mit der Band produzierten Songs zählen sowohl Radio Ga Ga und I Want to Break Free als auch Princes of the Universe, der Eröffnungssong des Films Highlander. Bis einschließlich 1986 produzierte Mack zusammen mit den Bandmitgliedern insgesamt fünf Studioalben von Queen. Beim Komponieren des Songs Dragon Attack, der nach einem inspirierenden gemeinsamen Besuch der Münchner Rockdiskothek Sugar Shack noch in derselben Nacht entstand und sich auf dem Album The Game von 1980 befindet, widmete ihm Queen-Gitarrist Brian May darin die Songzeile „It's got to be Mack / Gonna get me on the track“. Zudem bezieht sich die Zeile „Take me back to the Shack“ auf die besagte ehemalige Münchner Diskothek Sugar Shack, weshalb das englische Wort shack (dt.: Hütte oder Schuppen) im Songtext als Eigenname großzuschreiben ist, das jedoch oftmals aufgrund von Unkenntnis kleingeschrieben wird.
Darüber hinaus produzierte er Freddie Mercurys 1985 erschienenes Solo-Album Mr. Bad Guy. 1992 äußerte sich Mack kritisch über postum angefertigte Remixe, die – statt der Originalfassungen – auf der Compilation The Freddie Mercury Album veröffentlicht wurden.

## Diskografie (Auswahl)
Als (Ko-)Produzent:
- 1980: Queen – The Game
- 1980: Queen – Flash Gordon: Original Soundtrack Music
- 1981: Sparks – Whomp That Sucker
- 1981: Billy Squier – Don’t Say No
- 1982: Queen – Hot Space
- 1982: Sparks – Angst in My Pants
- 1982: Billy Squier – Emotions in Motion
- 1983: Queen – We Will Rock You (Kinofilm)
- 1983: Heavy Pettin – Lettin Loose (produziert von Brian May und Mack)
- 1984: Queen – The Works
- 1984: Roger Taylor – Strange Frontier
- 1984: Meat Loaf – Bad Attitude (produziert von Meat Loaf, Paul Jacobs und Mack)
- 1984: Queen – Thank God It’s Christmas (Single)
- 1985: Freddie Mercury – Mr. Bad Guy
- 1986: Queen – A Kind of Magic
- 1986: BAP – ahl Männer, aalglatt
- 1987: Extrabreit – Sex After 3 Years in a Submarine
- 1989: Extreme – Extreme
- 1992: Black Sabbath – Dehumanizer
- 2000: Freddie Mercury – The Solo Collection (Box-Set mit 10 CDs und 2 DVDs)
- 2005: SBB – New Century
- 2006: Liquid Meat – Beat the Meatles

Als Toningenieur:
- 1973: Amos Key – First Key
- 1975: Electric Light Orchestra – Face the Music
- 1976: The Sweet – Give Us a Wink
- 1976: Electric Light Orchestra – A New World Record
- 1977: Electric Light Orchestra – Out of the Blue
- 1979: Electric Light Orchestra – Discovery
- 1980: Electric Light Orchestra – Xanadu
- 1981: Electric Light Orchestra – Time
- 1983: Brian May + Friends – Star Fleet Project (Mini-Album; Mix von Mack)
- 1986: Electric Light Orchestra – Balance of Power
- 1986: Queen – Live Magic (Aufnahmen von Mack und David Richards)
- 1992: Queen – Live at Wembley ’86 (Aufnahme von Mack)
- 1995: Queen – Made in Heaven (teils ursprünglich aufgenommen von Mack)
- 2004: Queen on Fire – Live at the Bowl (aufgenommen 1982 von Mack und Mick McKenna)